# Aurora (avion)

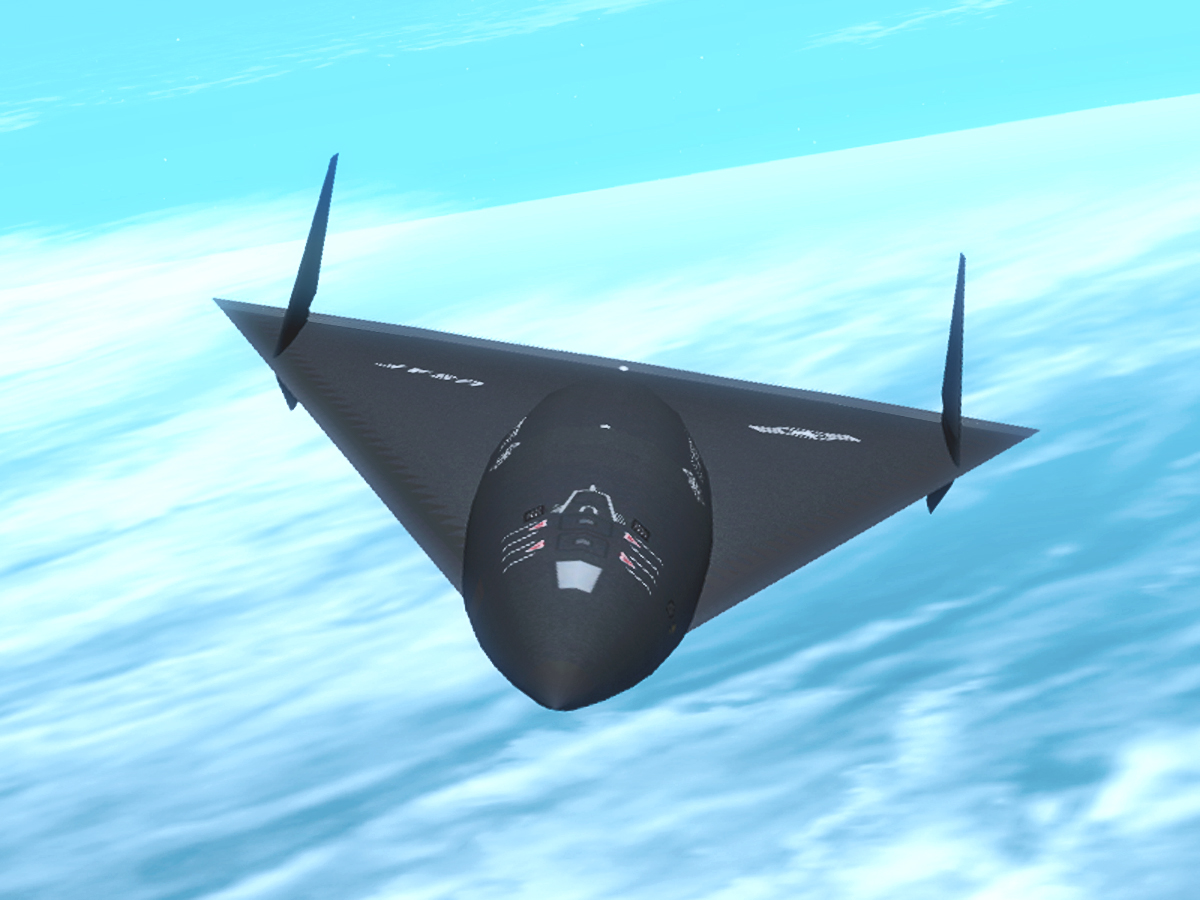
O concepţie a avionului

Aurora este un avion de spionaj ipotetic, hipersonic (Mach 6-8), greu detectabil cu motoare scramjet (statoreactor cu proces de ardere supersonic) și rază de acțiune intercontinentală (urmașul proiectelor NASP/Copper Canyon, având numele de cod Senior Citizen). Se presupune că ar fi testat la baza secretă Zona 51/Groom Lake.